# Bénesse-lès-Dax
Bénesse-lès-Dax település Franciaországban, Landes megyében. Lakosainak száma 582 fő (2022. január 1.). Bénesse-lès-Dax Gaas, Heugas, Pouillon, Saint-Pandelon és Saugnac-et-Cambran községekkel határos.

## Népesség
A település népességének változása:
| Lakosok száma | 346  | 404  | 399  | 496  | 531  | 525  | 529  | 574  | 569  | 582  |
|               | 1968 | 1982 | 1990 | 2006 | 2013 | 2015 | 2017 | 2019 | 2020 | 2022 |